# Ola Backman
Ola Artur Backman, född 3 december 1928 i Hammarby församling i Stockholms län, död 22 februari 2016 i Västerhaninge distrikt i Stockholms län, var en svensk militär.

## Biografi
Backman avlade sjöofficersexamen vid Sjökrigsskolan 1953 och utnämndes samma år till fänrik i flottan, där han befordrades till löjtnant 1955. Han tjänstgjorde på Älvsnabben under hennes långresa 1953–1954 och var därefter sekond på pansarskeppet Drottning Victoria. Efter studier vid Värnpliktsskolan i Karlskrona och Vapenofficersskolan i Berga örlogsskolor gjorde han under några år sjötjänst på jagare, motortorpedbåt och torpedbåt, dock med avbrott för att tjänstgöra som lärare vid Berga örlogsskolor samt genomgå Allmänna kursen och Högre torpedtekniska kursen på Militärhögskolan. Åren 1966–1969 tjänstgjorde han i Planeringsavdelningen vid Marinstaben.
År 1969 befordrades han till kommendörkapten av andra graden, varefter han var chef för en torpedbåtsdivision 1969–1971. Han befordrades till kommendörkapten av första graden 1971, varpå han var chef för Torpedsektionen vid Vapenavdelningen i Marinstaben 1971–1974. Åren 1974–1981 tjänstgjorde han i Torpedbyrån i Huvudavdelningen för marinmateriel vid Försvarets materielverk, 1978 befordrad till kommendör och som överingenjör chef för Torpedbyrån 1978–1981. Han var chef för Materielförvaltningen vid Västkustens militärkommando 1981–1982. År 1982 befordrades han till konteramiral, varefter han var chef för Huvudavdelningen för marinmateriel vid Försvarets materielverk 1982–1989.
Ola Backman invaldes 1975 som ledamot av Kungliga Örlogsmannasällskapet (där han senare upphöjdes till hedersledamot) och 1981 som ledamot av Kungliga Krigsvetenskapsakademien. Åren 1990–1996 var Backman riksordförande i Flottans män.

### Utmärkelser
- Riddare av första klass av Svärdsorden, 1971.[7]